# Woodbranch
Woodbranch è un centro abitato degli Stati Uniti d'America situato nella contea di Montgomery dello Stato del Texas.
La popolazione era di 1.282 persone al censimento del 2010.

## Geografia fisica
Woodbranch è situata a 30°11′04″N 95°11′22″W (30.184410, -95.189544).
Secondo lo United States Census Bureau, ha un'area totale di 2,0 miglia quadrate (5,2 km²).

## Società

### Evoluzione demografica
Secondo il censimento del 2000, c'erano 1.305 persone, 458 nuclei familiari e 379 famiglie residenti nella città. La densità di popolazione era di 670,0 persone per miglio quadrato (258,4/km²). C'erano 472 unità abitative a una densità media di 242,3 per miglio quadrato (93,5/km²). La composizione etnica della città era formata dal 96,09% di bianchi, lo 0,23% di afroamericani, lo 0,31% di nativi americani, lo 0,08% di asiatici, il 2,45% di altre razze, e lo 0,84% di due o più etnie. Ispanici o latinos di qualunque razza erano il 3,91% della popolazione.
C'erano 458 nuclei familiari di cui il 39,5% aveva figli di età inferiore ai 18 anni, il 72,1% aveva coppie sposate conviventi, il 7,2% aveva un capofamiglia femmina senza marito, e il 17,2% erano non-famiglie. Il 15,1% di tutti i nuclei familiari erano individuali e il 7,4% aveva componenti con un'età di 65 anni o più che vivevano da soli. Il numero di componenti medio di un nucleo familiare era di 2,85 e quello di una famiglia era di 3,14.
La popolazione era composta dal 28,3% di persone sotto i 18 anni, il 6,7% di persone dai 18 ai 24 anni, il 28,1% di persone dai 25 ai 44 anni, il 25,8% di persone dai 45 ai 64 anni, e l'11,1% di persone di 65 anni o più. L'età media era di 37 anni. Per ogni 100 femmine c'erano 96,2 maschi. Per ogni 100 femmine dai 18 anni in giù, c'erano 91,4 maschi.
Il reddito medio di un nucleo familiare era di 51.932 dollari e quello di una famiglia era di 55.926 dollari. I maschi avevano un reddito medio di 41.949 dollari contro i 26.827 dollari delle femmine. Il reddito pro capite era di 19.175 dollari. Circa il 4,9% delle famiglie e il 7,5% della popolazione erano sotto la soglia di povertà, incluso il 9,8% di persone sotto i 18 anni e il 6,0% di persone di 65 anni o più.

## Istruzione
Woodbranch è servita dal New Caney Independent School District e dal Lone Star College System.